# Beta Microscopii
Désignations
Beta Microscopii (β Microscopii / β Mic) est une étoile faible de la constellation du Microscope. Elle est proche de la limite inférieure des étoiles visibles à l’œil nu avec une magnitude apparente visuelle de +6,04. Sur la base d'une parallaxe annuelle de 6,50 mas, l'étoile est située à environ 154 pc (∼502 al) du Soleil. À cette distance, sa magnitude visuelle est diminuée d'un facteur d'extinction de 0,19 à cause de la poussière interstellaire.
Beta Microscopii est une étoile blanche de la séquence principale de type spectral A2 Vn, où la lettre « n » indique la présence de raies d'absorption « nébuleuses » dues à sa rotation rapide. Elle tourne en effet sur elle-même à une vitesse de rotation projetée de 275 km/s. Le rayon de cette étoile vaut environ 2,2 fois celui du Soleil, elle est 66 fois plus lumineuse que le Soleil et sa température effective est de 8 586 K.